# Усти-над-Лабем (район)
Райо́н У́сти-над-Ла́бем (чеш. okres Ústí nad Labem) — один из семи районов Устецкого края Чешской Республики. Административный центр — город Усти-над-Лабем. Площадь — 404,44 кв. км., население составляет 125 088 человек. В районе насчитывается 23 муниципалитета, из которых четыре — города.

## География
Расположен на северо-востоке края. Граничит с районами Дечин, Теплице и Литомержице Устецкого края. На севере — государственная граница с Германией.

## Города и население
Данные на 2009 год:
| Город          | Население |
| -------------- | --------- |
| Усти-над-Лабем | 98 869    |
| Хлумец         | 4 237     |
| Трмице         | 3 320     |
| Хабаржовице    | 2 494     |

| Всего           | Женщин           | Мужчин           |
| --------------- | ---------------- | ---------------- |
| 125 088 (100 %) | 63 369 (50,66 %) | 61 719 (49,34 %) |

Средняя плотность — 309 чел./км²; 83,69 % населения живёт в городах.